# Dainis Krištopāns
Dainis Krištopāns (Ludza, 27 de septiembre de 1990) es un jugador de balonmano letón que juega de lateral derecho en el MT Melsungen. Es además internacional con la selección de balonmano de Letonia.
Es uno de los jugadores de balonmano más altos de la actualidad con 2,15 m.

## Palmarés

### Tatran Presov
- Liga de Eslovaquia de balonmano (6): 2010, 2011, 2012, 2013, 2014, 2015
- Copa de Eslovaquia de balonmano (6): 2010, 2011, 2012, 2013, 2014, 2015

### Meshkov Brest
- Liga de Bielorrusia de balonmano (2): 2016, 2017
- Copa de Bielorrusia de balonmano (2): 2016, 2017

### Vardar
- Liga SEHA (2): 2018, 2019
- Liga de Macedonia de balonmano (2): 2018, 2019
- Copa de Macedonia de balonmano (1): 2018
- Liga de Campeones de la EHF (1): 2019

### PSG
- Liga de Francia de balonmano (3): 2021, 2022, 2023
- Copa de Francia de balonmano (2): 2021, 2022

## Clubes
- SK Latgols ( -2009)
- HT Tatran Prešov (2009-2015)
- Al Rayyan HB (2015)
- Meshkov Brest (2015-2017)
- RK Vardar (2017-2020)[3]
- Füchse Berlin (2020)[4]
- PSG (2020-2023)[5]
- MT Melsungen (2023- )